# Lot M. Morrill

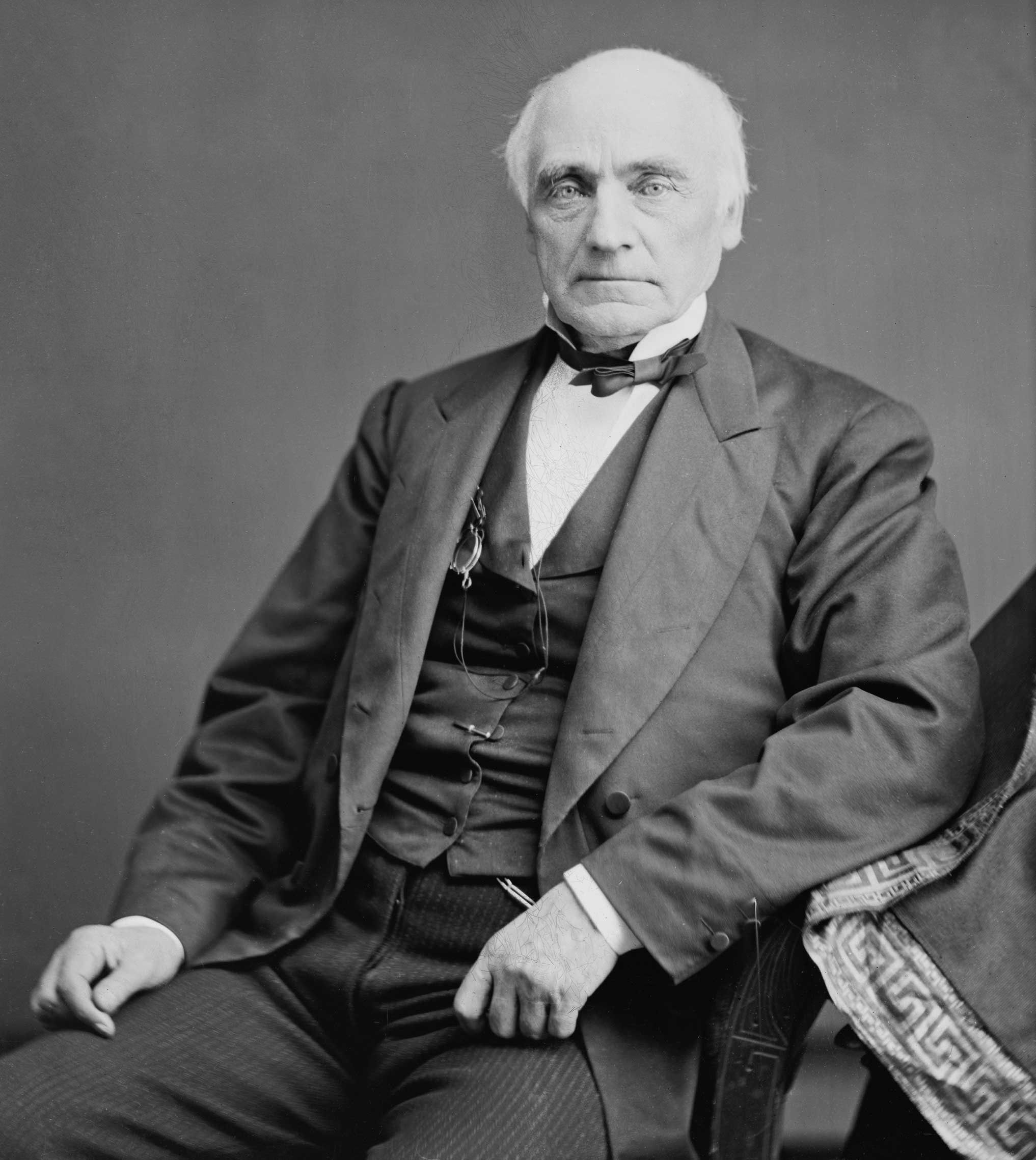
Lot Myrick Morrill

Lot Myrick Morrill (* 13. Mai 1813 in Belgrade, heutiges Maine, damals Massachusetts; † 10. Januar 1883 in Augusta, Maine) war ein US-amerikanischer Politiker, Gouverneur von Maine und Finanzminister.

## Frühe Jahre
Lot Morrill besuchte die Belgrade Academy und das Waterville College. Nach einem Jurastudium wurde er im Jahr 1837 als Rechtsanwalt zugelassen. Daraufhin begann er in Readfield und Augusta in seinem neuen Beruf zu praktizieren. Morrill begann seine politische Karriere als Demokrat. Im Jahr 1856 trat er aber zur Republikanischen Partei über, nachdem er sich wegen der Frage der Sklaverei mit den Demokraten entzweit hatte.

## Politischer Aufstieg
Zwischen 1854 und 1855 war Morrill Abgeordneter im Landesparlament von Maine. Im Jahr 1856 wurde er in den Landessenat gewählt, wo er sogar Präsident des Hauses wurde. Bei den Gouverneurswahlen des Jahres 1857 wurde er als Kandidat seiner Partei zum neuen Gouverneur von Maine gewählt.

## Gouverneur von Maine
Morrill trat sein neues Amt am 8. Januar 1858 an. Nach zwei Wiederwahlen in den Jahren 1858 und 1859 konnte er bis zum 2. Januar 1861 im Amt bleiben. Als Gouverneur war er gegen die Abschaffung des Alkoholverbots in Maine. Am Vorabend des Amerikanischen Bürgerkriegs vertrat er die Positionen der Republikanischen Partei und unterstützte den Präsidentschaftswahlkampf von Abraham Lincoln.

## US-Senator
1861 trat er als Gouverneur zurück und wurde als Nachfolger von Hannibal Hamlin, der Vizepräsident der Vereinigten Staaten unter Präsident Abraham Lincoln wurde, zum US-Senator gewählt. Zwischen 1863 und 1867 war er Vorsitzender des Senatsausschusses für Rechnungsprüfung und Ausgabenkontrolle. Von 1865 bis 1867 war er auch Vorsitzender des Senatsausschusses für den District of Columbia. Anschließend wurde er erster Vorsitzender des Senatsausschusses für finanzieller Bewilligungen (United States Senate Committee on Appropriations). Dieses Amt übte er bis 1869 aus.
1869 wurde er nach dem Tod von William P. Fessenden erneut in den Senat gewählt. Diesem folgte er auch im Amt des Vorsitzenden des Bewilligungsausschusses, dass er nun von 1869 bis 1871 sowie später von 1873 bis 1876 übernahm. Weiterhin war er 1869 bis 1873 Vorsitzender des United States Congress Joint Committee on the Library, eines gemeinsamen Ausschusses des Kongresses, der sich mit der Verwaltung und Dienstaufsicht über die Kongressbücherei (Library of Congress) beschäftigt.

## Finanzminister unter den Präsidenten Grant und Hayes

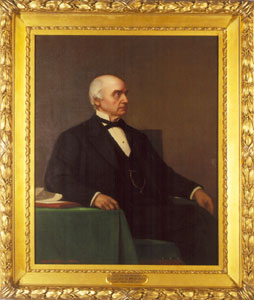
Porträt von L.M. Morrill im Finanzministerium

Am 7. Juli 1876 berief ihn Präsident Ulysses S. Grant zum Finanzminister, nachdem er zuvor dessen Bitte zur Annahme des Kriegsministeriums abgelehnt hatte. Das Amt des Finanzministers übte er bis zum Ende der Amtszeit von Grant am 4. März 1877 aus. Am 10. März 1877 folgte ihm John Sherman. Grants Nachfolger als Präsident Rutherford B. Hayes ernannte Morrill zum Leiter der Zollbehörde im Hafen von Portland in Maine.

## Verschiedenes
Lot M. Morrill war mit Charlotte Holland Vance verheiratet, mit der er vier Kinder hatte. Er war der Bruder von Anson Morrill, der zwischen 1855 und 1856 ebenfalls Gouverneur von Maine war.